# ネイト (衛星)

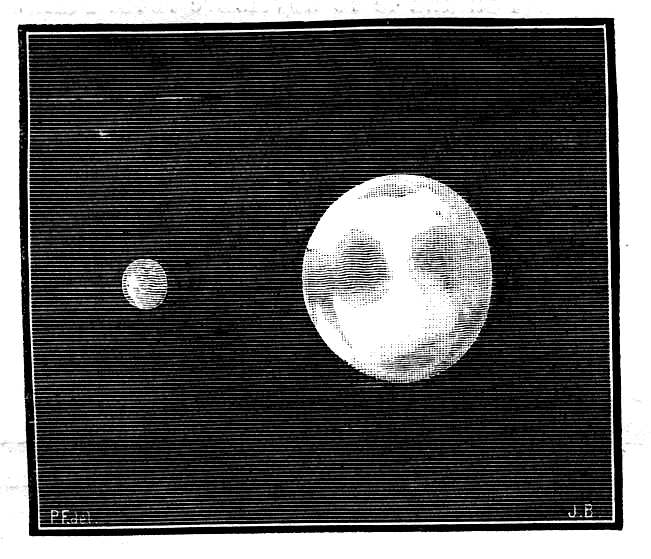
1882年に発行された書籍に描かれたネイト（左）

ネイト (Neith) は、ジョヴァンニ・カッシーニによって最初に観測された天体に与えられた名称である。カッシーニは、その天体が金星の衛星であると信じていた。それ以後、金星の衛星の存在をめぐって観測されるようになった。しかしながら、17世紀から19世紀にかけて何度か観測の報告がされたものの、現在は金星にこのような衛星は存在しないとされている。

## 観測史
1672年、カッシーニは金星の近くに小天体らしきものを見つけたが、その時は自分の観測にさほど注意を払っていなかった。ところが、1686年金星の衛星らしきものを再発見したことによって、その存在性を公表した。
金星の衛星のような天体は、その後長きにわたり多くの天文学者によって観測報告が提出された。例えば、
- 1740年：ジェームズ・ショート
- 1759年：アンドレアス・マイヤー
- 1761年：ジョゼフ＝ルイ・ラグランジュ

などである。1761年には1年間だけで5名の観測者によって計18回もの観測例が報告された。その中には、Scheuten による6月6日に生じた金星の太陽面通過時に太陽面に金星に続いて小さな点が観測されたとするものも含まれていたが、イギリスのチェルシーでこの現象を観測していたサミュエル・ダンはそのような別の点を観測していなかった。1764年には2名の観測者によって8例が報告され、1768年にはクリスチアン・ホレボーがコペンハーゲンでの観測を報告した。これらの観測からだいぶ経過して、 1875年にドイツのショール (F. Schorr) がこの衛星の観測を試みたことを書き残している。

## 推定された物理的特性
- 直径：金星の1/4（1672年、カッシーニ）
- 軌道傾斜：黄道面に対して直交（1761年、ラグランジュ）
64°（1777年、ランベルト）
- 公転周期：11日3時間（同上）
- 平均距離：金星の半径の66.5倍（同上）

## 存在性に対する批判
以上のように、金星の衛星の存在を示唆する報告が相次いだ一方で、ウィリアム・ハーシェルをはじめとする多くの天文学者は金星の衛星を見つけることはなく、その存在性が議論を呼んだ。
1766年には、ウィーン天文台長のヘル神父によって、金星の明るい像が観測者の眼球で反射して望遠鏡に戻り、二次的に小さな像を結んだもので、衛星とされているものは虚像にすぎないと、否定的な見解を表明した。
1884年になると、ブリュッセル王立天文台長を務めていたウーゾーが、衛星とされた天体の公転周期が283日の惑星であれば、金星との会合周期が1,080日となるので、これまで報告された観測記録と合致すると主張した。ネイトという仮称は、ウーゾーがエジプト神話に登場するサイスの神秘的な女神ネイトにちなんで命名したものである。その3年後の1887年、ウーゾーはこの問題を再び取り上げた。ベルギー科学アカデミーはこれまで観測されたネイトの記録を調べて報告書を作成したが、その中では観測されたものの大部分が金星の近くに存在したおうし座M星、オリオン座χ1星、同71番星、てんびん座θ星、ふたご座ν星といった恒星を見誤ったものと結論している。ランベルトが算出したネイトの軌道要素も破棄された。
ベルギー科学アカデミーの報告書の後、1892年8月13日に、E・E・バーナードが金星の近くに7等星を発見した。バーナードは、該当する位置に衛星はなかったと報告している。